# 幻象2000N/2000D
幻象2000N/2000D（Dassault Mirage 2000N）是幻象2000的衍生機型，專為核打擊而設計。它構成了法國空基戰略核威懾的核心。該機型由达索航空製造，並于1986年2月3日首飞。